# خیرآباد (صالح‌آباد)
خیرآباد، روستایی در دهستان صالح‌آباد بخش صالح‌آباد شهرستان تربت جام در استان خراسان رضوی ایران است.

## جمعیت
بر پایه سرشماری عمومی نفوس و مسکن در سال ۱۳۹۵ ۱۱۳ نفر (۲۴خانوار)